# チョップ (肉)

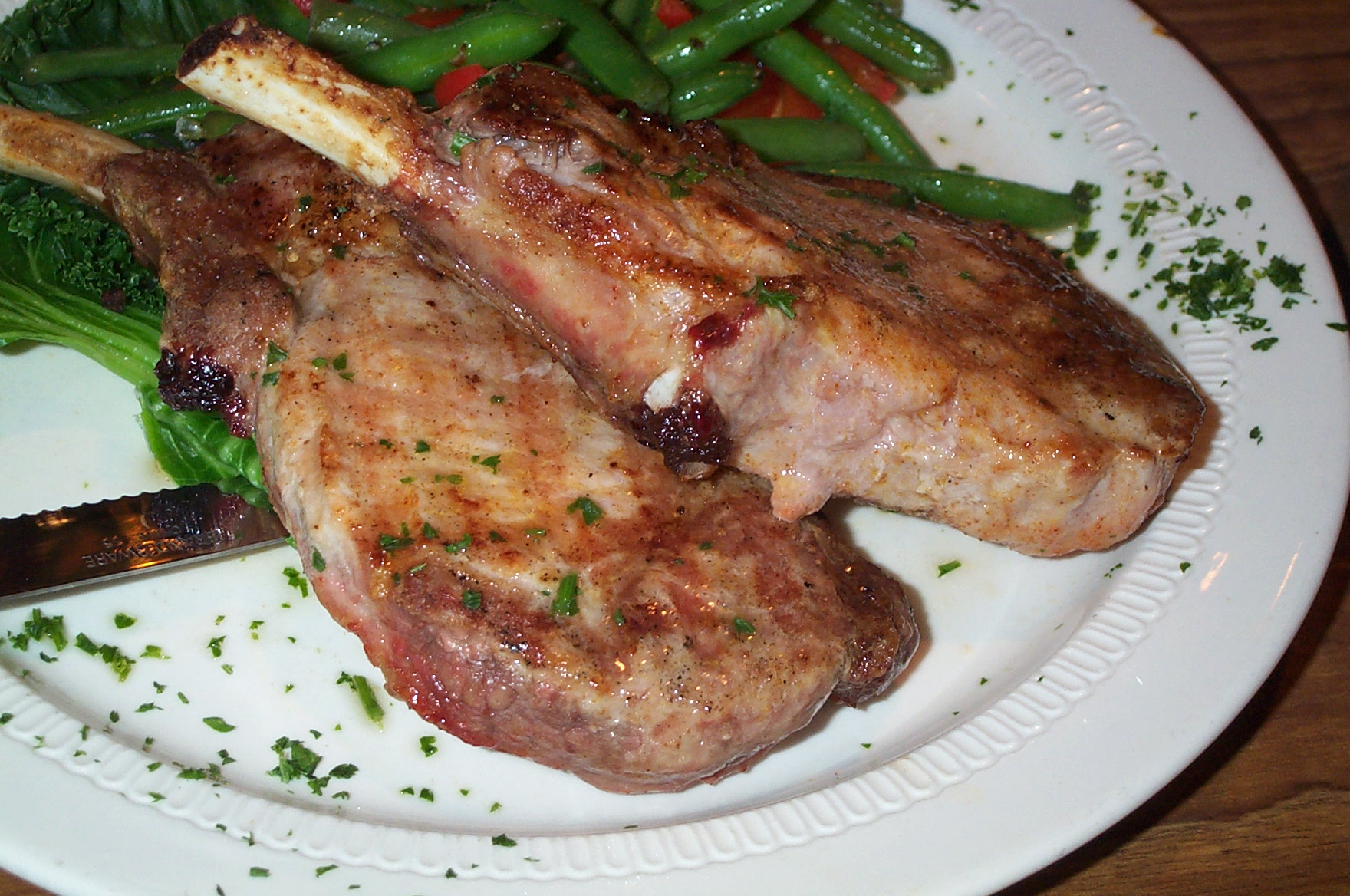
ポークチョップ

チョップ（英語: meat chop）は、食肉をあばら骨ごとにカットしたもの。チャップとも表記される。単に厚切り肉を指すこともあるが、肋骨にばら肉、ロースが付いた状態の肉を指すことが多い。ラム（子羊）から採ったラムチョップ、豚から採ったポークチョップなどがある。
特にイノシシなどの場合、骨や皮を取り除くと採れる肉の量が少なくなることから、歩留まりを良くするために骨付きのチョップに切り分けることもある。

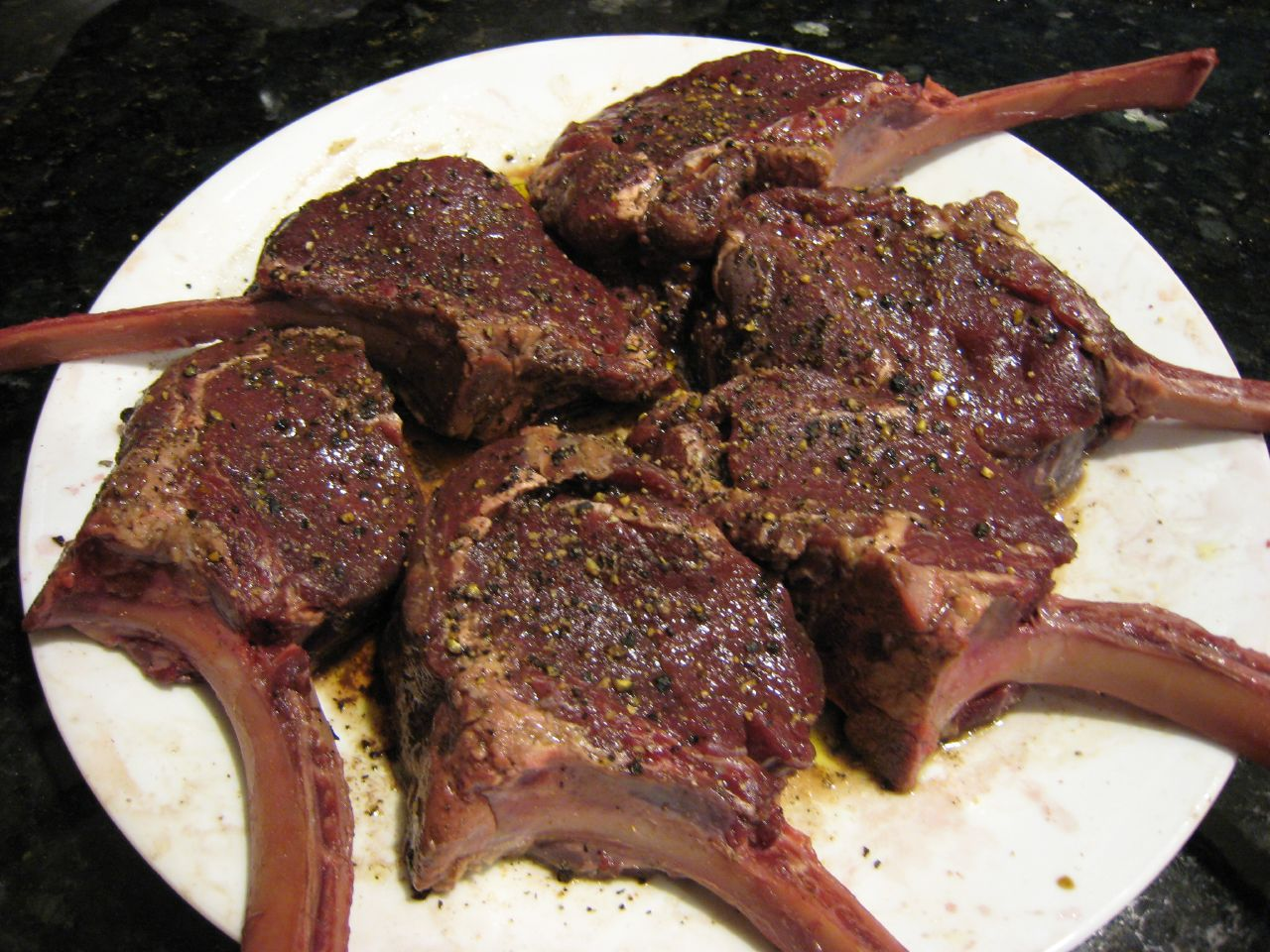
エルクのチョップ
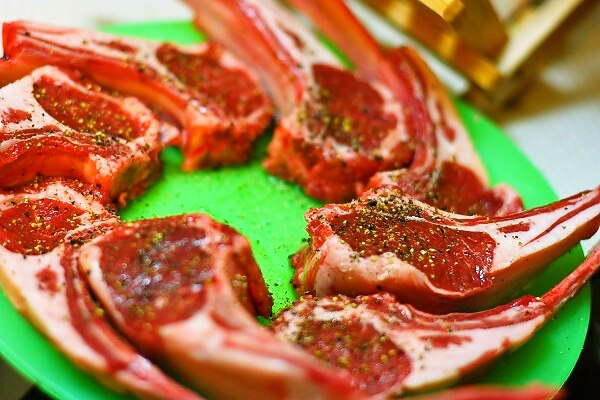
生の状態のラムチョップ